# 臺北市立圖書館道藩紀念圖書館
臺北市立圖書館道藩紀念圖書館，即臺北市立圖書館道藩分館，為紀念中華民國前立法院院長張道藩的圖書館。隸屬台北市立圖書館，館舍座落於台北市大安區辛亥路三段11號3樓。
道藩分館與紀念「現代武訓」王貫英的王貫英紀念圖書館，以及李科永文教基金會捐資興建的李科永紀念圖書館，為目前台北市立圖書館中的三座紀念圖書館。

## 歷史

### 辛亥路館舍
隸屬台北市立圖書館，館舍座落於台北市大安區辛亥路三段11號3樓。
1980年3月22日，台北市立圖書館大安分館成立，以館舍所在的大安區為名。1983年初，改名為「道藩先生紀念圖書館」，通稱「道藩分館」。
本區另有新建的大安分館，位於辛亥隧道旁。

### 羅斯福路館舍
道藩文藝圖書館，成立於1970年，位於台北市大安區羅斯福路三段227號羅斯福大廈9樓。該館之前身為中興文藝圖書館，係道藩先生於1956年起為「追求藝術教育」、「鼓勵讀書風尚」、「提升社會氣質」所籌劃的圖書館，但由於種種因素無法建館。
道藩先生與世長辭後，在黨政、文藝界友好共同商議，中央召集會議下，成立「道藩文藝圖書館」，接收中興文藝圖書館之藏書，並收藏道藩先生之遺物與著作。
1980年初，該館舍慘遭祝融，無法維持營運，書籍文物與道藩先生的畫件、照片遂由台北市立圖書館接受代管，併入今日辛亥路館舍。

## 交通位置

### 台北公車
- 大安健康服務中心：237、295、紅57(回程)
- 臺大資訊大樓：懷恩專車S31(捷運公館站-第二殯儀館) (去程) 、298、298區、949、953(金山-板橋)
- 大安運動中心：298(去程) 、298區(去程)、949(去程)、953(金山-板橋)(回程)
- 捷運科技大樓站：復興幹線、278(回程)、278區(回程)、1915(板橋-羅東)、懷恩專車S33(捷運忠孝復興站-第二殯儀館)
- 和平高中站：1、207(去程)、254(去程)、935、275、275副、294、611、基隆路幹線、 672(回程)、688(去程)、905、905副、906、909、913、1032(基隆-板橋)、1551(基隆-新店)、南軟通勤專車(雙和線)
- 國立臺北教育大學：和平幹線、18、52、72、211、235、284、207(回程)、278(去程)、278區(去程)、568、662、663、680、685、688(回程)

### 台北捷運
- 文湖線科技大樓站

## 外部連結
- 臺北市立圖書館 道藩分館簡介 （页面存档备份，存于）